# Herb powiatu opolskiego (lubelskiego)
Herb powiatu opolskiego – jeden z symboli powiatu opolskiego, autorstwa Pawła Dudzińskiego, ustanowiony 15 marca 2000.

## Wygląd i symbolika
Herb przedstawia na tarczy w polu czerwonym złotą palisadę z wieżą pośrodku, pod wieżą srebrna głowa jelenia. Jest to nawiązanie do nazwy stolicy powiatu oraz herbu województwa.